# Esplantas
Esplantas är en kommun i departementet Haute-Loire i regionen Auvergne-Rhône-Alpes i centrala Frankrike. Kommunen ligger i kantonen Saugues som tillhör arrondissementet Brioude. År 2013 hade Esplantas 98 invånare.

## Befolkningsutveckling
Antalet invånare i kommunen Esplantas
| Referens: INSEE |